# Лозова (Галац)
Лозова (рум. Lozova) насеље је у Румунији у округу Галац у општини Браништеа. Oпштина се налази на надморској висини од 12 m.

## Становништво
Према подацима из 2002. године у насељу је живело 12 становника, од којих су сви румунске националности.